# 愛知県道462号大藤永和停車場線
愛知県道462号大藤永和停車場線（あいちけんどう462ごう おおふじえいわていしゃじょうせん）は、愛知県弥富市から同県愛西市に至る一般県道である。

## 概要

### 路線データ
- 起点：愛知県弥富市大藤町（愛知県道105号富島津島線交点）
- 終点：永和停車場

## 沿革
- 1995年（平成7年）4月1日：認定[1]

## 通過する自治体
- 愛知県
  - 弥富市
  - 海部郡
    - 飛島村
    - 蟹江町

  - 愛西市

## 接続する道路
- 愛知県道105号富島津島線（間崎交差点）
- 愛知県道104号新政成弥富線（鍋田大橋北交差点）
- 愛知県道106号鳥ヶ地名古屋線（鳥ヶ地新田交差点 - 善太橋西交差点で重複）
- 愛知県道66号蟹江飛島線（西尾張中央道）（神戸新田交差点）
- 愛知県道103号境政成新田蟹江線（東神戸交差点 - 善太橋西交差点で重複）
- 愛知県道70号名古屋十四山線（善太橋西交差点）
- 愛知県道66号蟹江飛島線（西尾張中央道）（新善太橋南交差点）
- 国道1号（八反割交差点 - 富吉交差点で重複）
- 愛知県道114号津島蟹江線（大野字茶木交差点 - 愛西市大井町弥八地内（永和郵便局前）で重複）

## 周辺
- 弥富市役所十四山支所
- 近鉄名古屋線 富吉駅
- JR関西本線 永和駅